# 걱정마세요 귀신입니다
《걱정마세요 귀신입니다》는 2012년 7월 15일에 방영한 KBS 드라마 스페셜이다.

## 등장 인물

### 주요 인물
- 봉태규 : 이문기 역 - 퀵 배달 직원
- 박신혜 : 김연화 역 - 꽃집 운영
- 이종호 : 김진수 역 - 퀵 배달 직원, 이문기와 같은 고아원 출신이자 친한 동생
- 김서연 : 소현 역 - 형사

### 그 외 인물
- 구혜령 : 꽃집 직원 역
- 김경룡 : 퀵 배달 사장 역
- 성인자 : 희망 고아원 원장 역
- 강영구
- 손영순 : 할머니 역
- 오정태 : 이문기를 차에 치이게 한 남자 역
- 김광인 : 의사 역

### 특별출연
- 김승욱 : 노숙자 역
- 박세영 : 영화 보러 온 여자 역

## 시청률
- 전국 시청률 : 3.9%[1]

## 수상
- 2012년 KBS 연기대상 연작·단막극상 - 박신혜